# Spiders (Bear's Den)
Spiders is een nummer van het Britse alternatieve rockduo Bear's Den uit 2022. Het is de tweede single van hun vijfde studioalbum Blue Hours.

## Achtergrondinformatie
"Spiders" heeft als boodschap dat je niet weg kan rennen van de dingen die je dwarszitten. Andrew Davie, de ene helft van Bear's Den, zei over het nummer: "Ik begon met het schrijven van 'Spiders' rond de tijd dat we Londen verlieten. In mijn hoofd dacht ik dat verhuizen veel problemen zou oplossen, alsof alles beter zou worden. Dit nummer gaat over het feit dat dit absoluut niet het geval was. Ik had een visioen in mijn hoofd dat ik één zou zijn met de natuur, dat ik rustiger zou zijn, maar alle dingen die al door mijn hoofd spookten, waren er na de verhuizing nog steeds".
Het nummer wist nergens door te dringen tot de hitlijsten.

## Nummers
- Muziekdownload

1. "Spiders" - 3:49